# 21.º Prêmio Angelo Agostini
O 21.º Prêmio Angelo Agostini (também chamado Troféu Angelo Agostini) foi um evento organizado pela Associação dos Quadrinhistas e Caricaturistas do Estado de São Paulo (ACQ-ESP) com o propósito de premiar os melhores lançamentos brasileiros de quadrinhos de 2004 em diferentes categorias.

## História
Nesta edição, a categoria de melhor cartunista, que fez parte das categorias especiais das duas últimas edições, tornou-se fixa na programação do Prêmio Angelo Agostini. Ela passou a seguir o mesmo padrão das demais categorias: os eleitores podem votar em até duas pessoas (definindo cada um como primeiro ou segundo lugar), mas apenas um artista ganha o prêmio. As cédulas foram enviadas pelo correio até 20 de janeiro de 2005 e a votação era aberta a quaisquer interessados em quadrinhos, sejam profissionais da área ou apenas leitores.
No dia 26 de fevereiro, no Senac Lapa Scipião, em São Paulo, ocorreu a cerimônia de premiação. A atividade começou com a exibição do documentário Will Eisner: Profissão Cartunista, de uma palestra intitulada "Os Quadrinhos na Sala de Aula", de Flávio Calazans e Waldomiro Vergueiro, uma palestra com os editores da revista Mosh e do jornal de humor F e outra com o editor Mário Mastrotti, da editora Virgo, e os autores dos livros Tiras de Letras pra Valer e Isto é um Absurdo!.
Antes da entrega dos troféus aos artistas, foi entregue o Prêmio Especial Hermes Tadeu, criado por sugestão da escola Impacto Quadrinhos em homenagem ao colorista Hermes Tadeu, que fora assassinado em 21 de dezembro de 2003 após sofrer uma tentativa de assalto. O prêmio, de melhor colorista, foi entregue pela irmã de Hermes para Diogo Saito.

## Prêmios
| Categoria                    | Vencedores                                                               |
| ---------------------------- | ------------------------------------------------------------------------ |
| Mestre do Quadrinho Nacional | Luiz Gê                                                                  |
| Mestre do Quadrinho Nacional | Minami Keizi                                                             |
| Mestre do Quadrinho Nacional | Paulo Caruso                                                             |
| Desenhista                   | Wanderley Felipe                                                         |
| Roteirista                   | Fábio Moon e Gabriel Bá                                                  |
| Lançamento                   | Roko-Loko e Adrina-Lina Atacam Novamente Marcio Baraldi (Opera Graphica) |
| Troféu Jayme Cortez          | Roberto Guedes                                                           |
| Fanzine                      | Quadrinhos Independentes Edgard Guimarães                                |
| Cartunista                   | Marcio Baraldi                                                           |
| Prêmio Especial Hermes Tadeu | Diogo Saito                                                              |